# Parroquia de Santiago Apóstol (Tequixquiac)
La Parroquia de Santiago Apóstol es el templo católico del pueblo de Santiago Tequixquiac, en el municipio de Tequixquiac, perteneciente a la Diócesis de Cuautitlán, en el estado de México. Esta iglesia se encuentra en la cabecera municipal, junto a la plaza principal o zócalo del pueblo. Es un edificio colonial que data su inicio de construcción en el año de 1590, es considerado monumento histórico de valor patrimonial del estado de México y un joya de la arquitectura de los primeros años de la Nueva España.
El templo en honor a Santiago el Mayor, ha sido testigo de la historia del pueblo, no solo fue parroquia para el culto judeocristiano, fue cementerio, hospital, archivo, hostal de visitantes distinguidos y colegio de catequesis en lengua indígena otomí y náhuatl. El edificio fue testigo de la guerra independentista que culminó en 1824, y del movimiento revolucionario de 1910, en el que sirvió de caballeriza y cuartel para el ejército de Victoriano Huerta. A partir del año de 1922 a la actualidad, el edificio, nuevamente fue asignado para el culto religioso de los habitantes del pueblo.
El complejo arquitectónico es un edificio construido por la orden de los franciscanos del ex-convento de Santiago Tlatelolco; cuenta con un atrio, una capilla dedicada a la Virgen de Guadalupe; el templo es una nave en forma de cruz latina con una torre con campanario, una sacristía, y un baptisterio; una residencia parroquial con un pórtico, un pequeño claustro, corredores de estudio, cocina, refectorio, caballerizas; y una huerta. Muestra una combinación de estilos arquitectónicos como: el plateresco, el mudéjar, el barroco y el renacentista; en el siglo XX se agregaron elementos del neoclásico. El número de registro por parte del INAH es 150950010001, es un sitio histórico, arqueológico y artistíco protegido por parte de las autoridades federales, estatales y municipales.

## Historia

### sigloXVI
Después del reparto de las encomiendas a los españoles, se construyó una primera ermita cristiana sobre lo que fuera un antiguo adoratorio prehispánico, en el año de 1524, la orden religiosa y los primeros colonos ibéricos fueron atacados por los lugareños, que eran en su mayoría otomíes, así también; la evangelización no dio frutos los primeros años, pero la insistencia de lograr un establecimiento, con el fin someter a los de Tequixquiac, provocó una epidemia de viruela, lo cual redujo la población de los nativos y facilitó la fundación de Santiago Tequixquiac.
En el año de 1569, se construyeron los primeros cimientos del templo sobre los vestigios del viejo altépetl de Tequixquiac, una localidad tributaria de la Provincia de Hueypoxtla, la cual estaba sujeta por los tenochcas, con la conquista española, el pueblo quedó dentro del corregimiento de Zitlaltepec. En 1590, se le dio la categoría de parroquia y se inició la construcción de la ampliación del templo de Santiago Apóstol fue una obra comandada por el arzobispado de México, en la región conocida como la Teotlalpan, los franciscanos se establecieron permanentemente en Tequixquiac para iniciar las campañas de evangelización de los naturales del lugar.

### sigloXIX
En este recinto religioso, se ha llevó a cabo la fundación del municipio de Tequixquiac, por habitantes españoles que pedían su creación ante el gobierno de la Nueva España, bajo las leyes de la constitución de Cádiz, ante el avance de la insurgencia independentista, con el fin de que fuerzas reales resguardaran la región, mientras los criollos pedían a la insurgencia de general Guadalupe Victoria, la creación del nuevo municipio un 5 de junio de 1814, en el que los independentistas ganan la aprobación y declaran en el púlpito del templo a Feliciano Vera como primer alcalde del ayuntamiento; así como la formación del cabildo, el día 29 de noviembre de 1820.

### sigloXX

Parroquia de Santiago Apóstol, después del movimiento revolucionario, año de 1920.

Servicio religioso (boda) en la parroquia, año de 1964.

Durante el periodo revolucionario de 1910, el templo fue cerrado y abandonado a causa del movimiento; años después fue usado como caballerizas y almacén de provisiones para el ejército de Victoriano Huerta; el templo entró en fuerte proceso de deterioro, se sucintaron robos y actos de sacrilegio. Con el reparto agrario del ejido de Santiago Tequixquiac y la firma de los Tratados de Teoloyucan en 1914, se termina los conflictos bélicos en el pueblo y los lugareños iniciaron la gestión de volver a abrir el templo para servicios religiosos.
En el año de 1922, se abrió nuevamente para el culto religioso, por petición de los habitantes, ante la arquidiócesis de Tlalnepantla. En el año de 1952, se celebró la fundación del pueblo de Tequixquiac en el templo ante la visita del gobernador, Gustavo Baz Prada, en el que se anexó un reloj en la fachada principal. En 1960, la parroquia fue anexa al decanato del obispado de Tlalnepantla.
Los habitantes del pueblo recuperaron su normalidad, los eventos religiosos fueron de suma importancia después del año 1968, se recuperaron las fiestas patronales, las danzas religiosas, las procesiones, la celebración de la Semana Santa y el azote de los judíos por las calles principales, las posadas y los entierros con música viva, la ardua catequesis con la imagen del Señor de la Capilla y la devoción a la Guadalupana recuperó la fe de casi el 95% de los habitantes del pueblo. En el 1990, se celebraron los 400 años de la fundación de la parroquia de Santiago Apóstol y se colocó una cruz de evangelización en el cerro Mesa Ahumada un 15 de mayo de 1992 por orden del clérigo diocesano, el padre Pío.

### sigloXXI

Fiesta patronal de Santiago Apóstol, año de 2018.

Con la caída de un rayo en la cúpula en el año 2009, se iniciaron los trabajos restauración del templo, el padre José Dolores Hernández fue el pionero en alertar a las autoridades del INAH y CONACULTA sobre una intervención emergente. El obispado de Cuautitlán y el INAH del estado de México aceptaron la intervención en el año 2010 con responsabilidad del padre Jesús de Guadalupe Olmos y del arquitecto Manuel Rodríguez Villegas, quienes iniciaron la restauración del templo con fondos recaudados por los fieles, la mayordomía y el patronato de festejos religiosos, también se realizó con fondos municipales de protección al patrimonio cultural.

Parróco Isidor Tlamacel Paicu.

La llegada del padre Isidor Tlamacel Paicu en el año 2016, fue importante en la historia del templo por su idea era hacer una restauración integral de la iglesia católica de Tequixquiac, por un lado dar continuidad a los trabajos de restauración del templo y por otro lado, hacer una restauración de la iglesia comunitaria en cuanto normas, valores y principios cristianos, el párroco rumano adquirió aprecio y admiración por parte de los habitantes del pueblo, eso permitió la culminación de la restauración del templo conjuntamente con el INAH y comenzar una nueva catequesis para la creyentes católicos de esta comunidad.
Durante la Pandemia por Covid-19 en el periodo 2020 y 2021, la parroquia permaneció cerrada en el momento más crítico, posteriormente fue abierta bajo un control sanitario y un acceso de sana distancia sin tener contacto entre fieles y ministros, todos los festejos religiosos fueron cancelados, las ceremonias de bautizos, bodas, quince años y sepelios también fueron suspendidos. La feligresía, una vez más pasó una crisis sanitaria en el que la gente del pueblo pidió la salida de la imagen del Señor de la Capilla por las calles principales y por los pueblos cercanos.

## Arquitectura

Fachada exterior del templo.

La iglesia de Santiago Tequixquiac pasó a ser parroquia en 1590 ya que antes era vicaría fundada por los frailes franciscanos. La construcción del templo fue realizada en diferentes etapas, el atrio parroquial era un gran espacio con una cruz atrial en el centro labrada de piedra, con símbolos indígenas y cristianos, en las cuatro esquinas sus capillas pozas y en el centro una capilla abierta con bellas columnas salomónicas y en la fachada dos jambas extraordinariamente labradas en piedra con manos indígenas (mexicanos y otomíes) quienes dejaron plasmada parte de su filosofía en ésta. El templo estaba dedicado a Santiago Apóstol, debido a que algunas familias españolas y portuguesas se establecieron definitivamente en la región. La torre del templo de Santiago Apóstol es la construcción de mayor altura en el municipio, con una altura de 40 metros aproximadamente.
La cúpula es de forma octagonal (ocho gajos), se soporta por un gran cimborrio de ventanas y cuatro arcos torales, que forma la estructura central de todo el templo. En centro cuelga un gran candil donde se distribuye las cuatro bóvedas de cañón.

### Galería

## Escultura

### Señor de la Capilla

Imagen del Señor de la Capilla.

El Señor de la Capilla  (en náhuatl es Tatatzin Teopan y en otomí Zidada Nikjä), es una imagen de Jesús de Nazaret que evoca el momento de su crucificción. Se encuentra en la Parroquia de Santiago Apóstol en Santiago Tequixquiac. Se desconoce al autor y pertenece al periodo colonial. La imagen cristiana data de la primera mitad del siglo XVI y mide 1,73 metros de altura. Entre la devoción local, es el cristo que cura las epidemias y patologías que atentan con la población.
Hay estudiosos de arte, que mencionan a los peyets y a muchos rangos físicos de la imagen, que tienen una relación directa de sincretismo cultural con los sefardíes y los pueblos indígenas; ya que algunas familias judeocristianas se establecieron en los pueblos indios de la vieja Teotlalpan, después de la conquista de México Tenochtitlán, al repartirse las tierras de los indígenas por las encomiendas para los ibéricos.

### Señor Santiago

Imagen del Señor Santiago.

Otra de las obras de arte escultórico de este templo es la primera imagen del Señor Santiago, una escultura religiosa del siglo XIX que representa al santo patrono de este pueblo que fue signado por los frailes franciscano del convento de Santiago Tlatelolco. Se dice que dicha imagen causaba terror entre los indígenas por la forma en como se representa la escultura; la espada, el rostro de Santiago y el caballo hacía similitud con los españoles que se establecieron en el pueblo; ya que se decía que esos ibéricos eran crueles con los nativos y Santiago Apóstol representaba ese temor a Dios y el mando de castigar a los naturales en los primeros años de la conquista.
Con la prohibición del maltrato a los indígenas otomíes, por parte del Reino de España, los frailes cambiaron la imagen del Señor Santiago por la imagen de Santiago el Mayor, un santo que ya no tenía caballo ni espada, sino que era la representación del caminante con un báculo y un bule que pregona el evangelio de Jesucristo, ya que esta nueva interpretación de Dios no era de un ser cruel y castigador, sino de un Dios compasivo y misericordioso, por eso la escultura de Santiago Apóstol fue cambiada en los años subsecuentes.

## Pintura

Retablos del Sagrado Corazón de Jesús.

Los retablos y frescos del templo de Santiago Apóstol afirman la importancia cultural que tuvo la parroquia en diversos periodos históricos del país y la región de la Teotlalpan o el Valle del Mezquital, la expresión pictográfica en las representaciones religiosas tuvo su máximo esplendor; la imagen de Cristo siempre ha sobresalido en los retablos, pero existen otras pinturas con imágenes de pasajes bíblicos o de santos, el arte pictórico colonial de Tequixquiac es una importante colección de pinturas que están completamente custodiadas y registradas para su conservación, las cuales no son visibles a todo público en general solo pueden ser mostradas por custodios a investigadores quienes también asumen la responsabilidad de su cuidado al entrar en contacto con esa riqueza patrimonial.

## Literatura

Novela de Los frutos de Tierra Santa (2023)

Entre los primeros documentos escritos en esta parroquia con carácter artistíco fueron Las Loas, poesía inspirada en el Señor de la Capilla y posteriormente en el Señor de la Agonía durante la Semana Santa, una retórica de oratoria y cantos religiosos que los varones, desde el periodo virreinal, le cantaban y rezaban a Jesucristo en vísperas de la Resurrección. Las Loas, son versos poéticos que lograron sobrevivir hasta nuestros días, en el dominio popular de los habitantes. Así sucesivamente, el templo católico ha sido testigo fiel, de escritos como la formación del primer cabildo municipal en 1814. 
Durante la literatura, Manuel Rodríguez Villegas, escribió, en 2023, la novela Los frutos de Tierra Santa. Los hechos que narra transcurren en la parroquia de Santiago Apóstol durante el Virreinato de la Nueva España y tienen como protagonista a Ester Silva, una judeoconversa católica que emigró desde Sevilla con su esposo y se establece en el pueblo de Tequixquiac. En la parroquia suceden varios acontecimientos felices y trágicos en la vida de esa familia, tocando temas religiosos como históricos en una época de intolerancia, dando como resultado el surgimiento de nuevo catolicismo novohispano.

El pueblo de Santiago Tequixquiac era pintoresco, la pareja miraba las casas de piedra de tepetate encaladas y bien canteadas con sus tapias llenas de flores de Castilla y flores nativas de estas tierras, había pequeños ventanales que asomaban entre los gruesos muros de casas con tejados, cubiertas de maguey y losas planas de ladrillo. En el atrio estaba un gran cementerio con algunas lápidas de los castellanos, portugueses e indígenas que habían sido bautizados y habían fallecido durante la pandemia de viruela y gripa, durante los primeros años de la colonización, cuando Hernán Cortés cedió la encomienda.

Al llegar a la parroquia amarraron los caballos a un costado del atrio y del cementerio; el santo patrono del pueblo era Santiago Apóstol y la parroquia se veía todavía en construcción, solo estaba la bóveda y la cúpula; aún se encontraba en proceso de construcción, junto con la torre. La parroquia estaba edificada sobre un antiguo templo prehispánico de grandes dimensiones que fuera destruido para levantar el templo cristiano, ésta parroquia estaba sobre lo que había sido un adoratorio de forma piramidal para los nativos otomíes y mexicanos.
Manuel Rodríguez, Los frutos de Tierra Santa, 2024.

## En la cultura popular
Aparece en la película Semilla de odio (2000) de Miguel Ángel Rodríguez.

## Cronología de párrocos
| Presbítero         | Periodo   | Presbítero                     | Periodo   |
| ------------------ | --------- | ------------------------------ | --------- |
| Narciso Prestegui  | 1948–1949 | Fernando H. Recobos            | 1981–1982 |
| José Durán         | 1949      | Fernando Arenas                | 1982–1993 |
| Nazario Gavotto    | 1949      | Samuel Montoya                 | 1993–1995 |
| Carlos Vidal       | 1949      | Víctor Ramírez                 | 1995–2003 |
| Eduardo Aguilar    | 1949–1950 | Cástulo Teherán                | 2007–2008 |
| Santiago Domínguez | 1950–1951 | José Dolores Hernández         | 2008–2009 |
| Hilarión Landa     | 1951–1955 | Jesús de Guadalupe Olmos       | 2009–2012 |
| Antonio Arreola    | 1955      | Agustín Marcelino Gómez        | 2012–2016 |
| Pedro González     | 1955–1956 | Isidor Tălmăcel Paicu          | 2016–2020 |
| Saturnino Sanabria | 1956–1959 | Martín González Soria          | 2020-2021 |
| Jesús Meza         | 1959–1961 | Emiliano Rafael Morlan Linares | 2021      |
| Federíco Ávalos    | 1961–1981 |                                |           |